# Heatmiser
Gli Heatmiser sono stati una band statunitense originaria di Portland, Oregon, nota soprattutto per avere avuto, tra i membri, Elliott Smith.

## Storia del gruppo
Il nucleo della band nacque dall'incontro tra Elliott Smith, allora studente universitario, e Neil Gust. I primi seri passi li mossero però quando, tornati a Portland dopo la laurea, reclutarono un batterista, Tony Lash, e un bassista, Brandt Peterson. Quest'ultimo fu poi rimpiazzato da Sam Coomes, frontman dei Quasi. Dopo lo scioglimento della band, avvenuto nel 1996, Gust ha formato la band indie No. 2, Coomes ha continuato con i Quasi e Lash ha iniziato a lavorare come produttore discografico, mentre Smith ha intrapreso una fortunata carriera da solista, prima della sua prematura morte nel 2003.

## Discografia

### Album
- 1993 – Dead Air
- 1994 – Cop and Speeder
- 1996 – Mic City Sons

### EP
- 1992 – The Music of Heatmiser
- 1994 – Yellow No. 5

### Singoli
- 1993 – Stray
- 1994 – Sleeping Pill
- 1996 – Everybody Has It